# Quiahuixcuautla
Quiahuixcuautla är en ort i Mexiko.   Den ligger i kommunen Las Minas och delstaten Veracruz, i den sydöstra delen av landet, 210 km öster om huvudstaden Mexico City. Quiahuixcuautla ligger 1 753 meter över havet och antalet invånare är 376.
Terrängen runt Quiahuixcuautla är varierad. Runt Quiahuixcuautla är det ganska tätbefolkat, med 108 invånare per kvadratkilometer. Närmaste större samhälle är Atzalan, 12,1 km nordväst om Quiahuixcuautla. I omgivningarna runt Quiahuixcuautla växer i huvudsak blandskog.